# 諸子百家

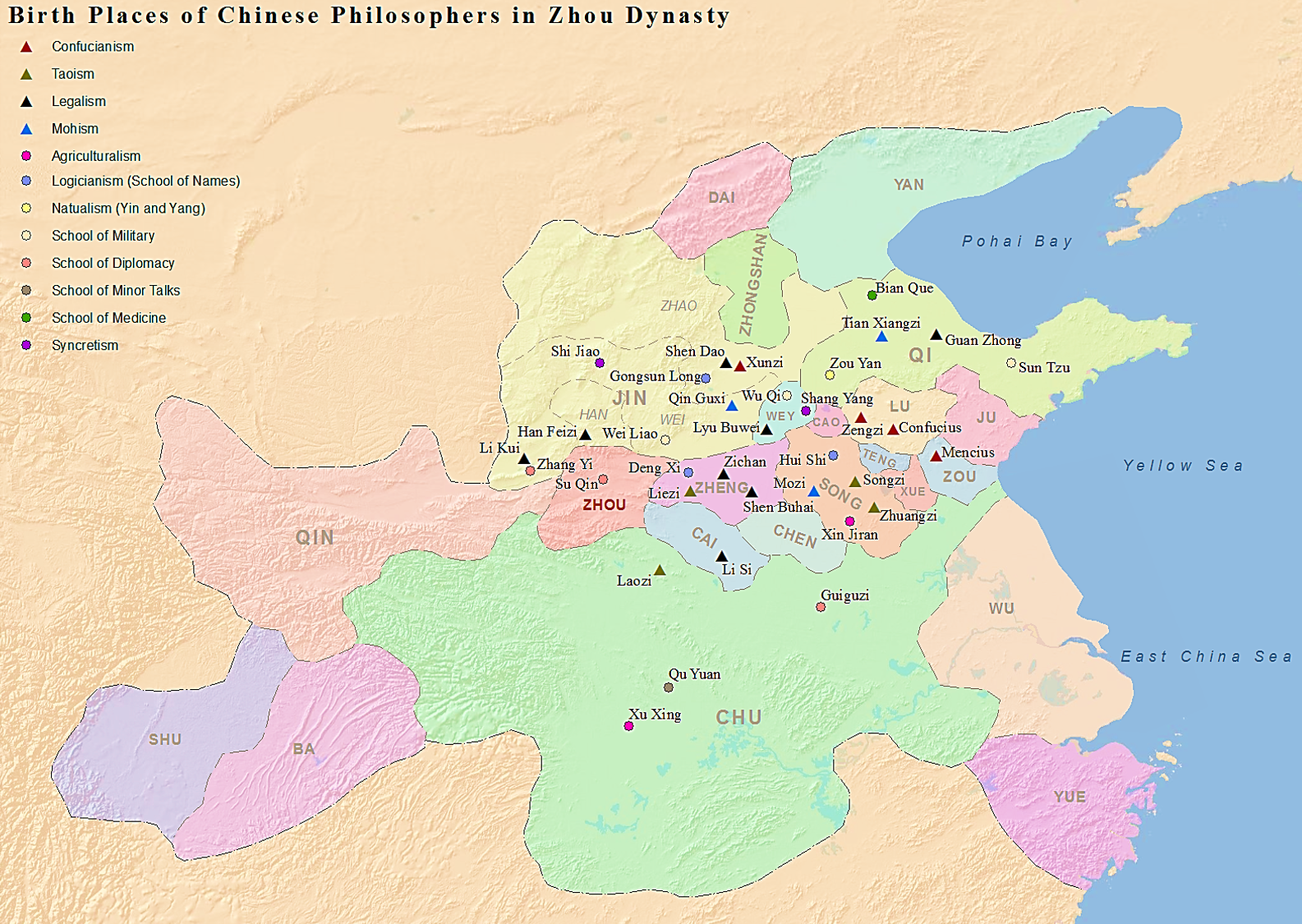
著名な諸子百家の出身地

諸子百家（）とは、中国の春秋戦国時代に現れた学者・学派の総称。「諸子」は孔子・老子・荘子・墨子・孟子・荀子などの人物を指す。「百家」は儒家・道家・墨家・名家・法家などの学派を指す。

## 分類
諸子百家の「～家」の分類は、漢代の学者が後から与えたものである。したがって、諸子百家自身は自分達のことを「～家」とは呼んでいなかった。とはいえ、大まかな学派意識は持っていた。特に「儒」と「墨」と呼ばれる集団が二大学派として認知されていた（儒家八派・墨家三派）。
前漢初期の司馬談は、諸子百家を六家（六学派）に分類した。
- 陰陽家
- 儒家
- 墨家
- 法家
- 名家
- 道家

後漢の班固は『漢書』芸文志で、上記の六家に三家を加えて九流に分類した。
- 縦横家
- 雑家
- 農家

さらに、これに小説家を加えたものを十家としている。（このような『漢書』芸文志の分類方法は「九流十家」と呼ばれる。）
そして、十家に兵家を加えた合計十一家を諸子百家というのが、現代では一般的である。

## 歴史
春秋時代に多くあった国々は次第に統合されて、戦国時代には7つの大国（戦国七雄）がせめぎ合う時代となっていった。
諸侯やその家臣が争っていくなかで、富国強兵をはかるためのさまざまな政策が必要とされた。それに答えるべく下克上の風潮の中で、下級の士や庶民の中にも知識を身につけて諸侯に政策を提案するような遊説家が登場した。諸侯はそれらの人士を食客としてもてなし、その意見を取り入れた。さらに諸侯の中には斉の威王のように今日の大学のようなものを整備して、学者たちに学問の場を提供するものもあった（稷下の学士）。その思想は様々であり、政治思想や理想論もあれば、実用的な技術論もあり、それらが渾然としているものも多い。墨家はその典型であり、博愛主義や非戦を唱えると同時に、その理想の実践のための防御戦のプロフェッショナル集団でもあった。儒家も政治思想とされるものの、同時に冠婚葬祭の儀礼の専門家であった。兵家は純粋な戦略・戦術論を唱える学問と考えられがちであるが、実際には無意味な戦争の否定や富国強兵を説くなどの政治思想も含んでいた。
百家争鳴の中で、秦に採用されて中国統一の実現を支援した法家、漢以降の王朝に採用された儒家、民衆にひろまって黄老思想となっていった道家が後世の中国思想に強い影響を与えていった。また、兵家の代表である孫子は、戦術・政治の要諦を短い書物にまとめ、それは後の中国の多くの指導者のみならず、世界中の指導者に愛読された。一方で墨家は、儒教の階級主義を批判して平等主義を唱え、一時は儒家と並ぶ影響力を持ったが、その後衰退している。

## 書物の著者
諸子は、諸侯に自説を説くだけでなく、自説を継承・拡散する弟子の育成もした。現存する『～子』という書物は、名目上の著者は諸子本人だが、実際の著者は多くの場合その弟子たちだった。「先生・師匠」を意味する「子」という尊称が使われたのもそのためだった。また、現存する『～子』の大半は複数の「篇」からなるが、本来は一篇で一個の作品だった。その後、前漢の宮廷図書館の劉向ら後世の学者による編集を経て、現存する『～子』の形になった。

## 後世の受容

### 漢代
前漢には、道家または儒家を軸に諸子百家を統合したような、雑家的な思想が流行した。その例として、黄老思想、『淮南子』、陸賈・賈誼の思想がある。また『史記』や『戦国策』に諸子の伝記や逸話がまとめられた。
宮廷図書館の劉向・劉歆らは、諸子の書物を収集整理して『七略』に一覧を記した。この『七略』をもとに上記の『漢書』芸文志が書かれた。

### 魏晋以降の忘却
魏晋以降は、儒教において孔子や孟子が、道教・玄学・禅などにおいて老子や荘子が、兵学において孫子が、といった形で、一部の諸子のみが重視され、それ以外の諸子はあまり注目されず、大半の書物が佚書となった。
そのなかで諸子全体に注目した希少な例として、劉勰『文心雕龍』諸子篇、唐宋八大家の著作、黄震『黄氏日鈔』読諸子篇、高似孫『子略』、宋濂『諸子弁』などがある。また『抱朴子』『劉子』『金楼子』など、諸子に倣った書物も作られた。

### 近世以降の諸子学
明末になると、出版文化の発達による叢書出版の流行により、諸子全体が再注目され、楊慎・李贄・焦竑・胡応麟・傅山らが諸子を研究した。
清末の考証学や、江戸時代の徂徠学派・折衷学派・考証学派の漢学では、さらに多くの学者が諸子を研究した。近現代になると、西洋哲学に対する「中国哲学」の代表格として諸子が重視されるようになった。
20世紀末から21世紀には、中国各地の考古遺跡において、諸子の異本や佚書を含む竹簡・帛書が発掘された。その例として『老子』（老子#馬王堆・郭店の発掘書）『孫臏兵法』『戦国縦横家書』がある。

### 目録学
『漢書』芸文志以降の図書目録（目録学）では、図書分類上の分野名として「～家」が転用された。つまり例えば、四部分類の「子部」において、北魏の『斉民要術』などの農書は「農家」の書物、明の『紀効新書』などの兵法書は「兵家」の書物とされた。